# قاسم انوار
قاسم انوار  (۸۳۷-۷۵۷ قمری) سید معین‌الدین علی پسر نصیر پسر هارون پسر ابوالقاسم حسینی قاسمی انواری تبریزی مشهور به قاسم انوار، از شاعران ایرانی است. وی در شعر بیشتر قاسم و قاسمی و گاه قاسم انوار تخلص کرده‌است.

## زندگی‌نامه
قاسم انوار در سال ۷۵۷ هجری قمری در شهر سراب استان آذربایجان شرقی زاده شد. او از پیروان خاندان صفی‌الدین اردبیلی بود. یکی از پسران شیخ صفی‌الدین به اسم صدرالدین موسی به او لقب قاسم‌الأنوار را بخشید.
دربارهٔ نحوه ورود او به حلقه اهل طریقت ابهام‌هایی وجود دارد. گزارش جامی در ترجمه حال او از آن حکایت می‌کند که وی در اوایل به صدرالدین فرزند صفی‌الدین اردبیلی ارادت داشته و بعد از آن به صحبت صدرالدین علی یمنی رسیده که از اصحاب اوحدالدین کرمانی بوده‌است.

### سیر و سفر
قاسم بعدها شاگردی سید محمد میرمخدوم را نمود که از مدینه به نیشابور آمده بود. سید قاسم بعد از آن‌که مدتی در آذربایجان بود، به اشارت صدرالدین به گیلان رفت. این اقامت سبب شد تا اشعاری یه زبان گیلکی از او به یادگار بماند. پس از چندی اقامت در گیلان و قزوین عازم خراسان شد. او در نیشابور با اعتراض علما و اهل ظاهر روبرو شد و به هرات رفت و در آن شهر اقامت گزید. در این شهر شماری به حلقه تربیت وی درآمدند و در خراسان شهرتی فراگیر یافت. در میان شاگردان و پیروان وی شماری از امیرزادگان دربار هرات نیز حضور داشتند. شهرت قاسم انوار در هرات و افزایش روزافزون پیروان او موجب هراس صاحب‌منصبان این دیار خاصه بایسنقر میرزا شد. تا آن که در سال ۸۳۰ در حجرهٔ احمد لر دیوان قاسم انوار یافت شد و به سبب تهمت ارتباط با احمد لر، قاتل شاهرخ تیموری، مجبور به ترک هرات شد.
در این زمان سید قاسم در سمرقند سکونت گزید و سپس به خرگرد جام رفت. در جام، خانقاهی ترتیب داد. 

### درگذشت
قاسم انوار در سال ۸۳۷ هجری قمری در ۸۰ سالگی درگذشت و پیکرش در باغ خانقاهش در روستای لنگر تربت جام به خاک سپرده شد. امیرعلیشیر نوایی دستور داد بر قبر او بقعه‌ای بسازند؛ وی همچنین به مردم و به صوفیان اجازه داد که از قبر قاسم انوار دیدن کنند.